# Boom Boom
"Boom Boom" fra Mabel var sangen, der vandt Dansk Melodi Grand Prix i 1978, og derefter kom til Eurovision Song Contest og kom på plads 16 med 13 points.